# Françoise Basseporte
Madeleine Françoise Basseporte (París, 28 de abril de 1701-6 de septiembre de 1780) fue una pintora de miniaturas y dibujante francesa, vinculada durante gran parte del reinado de Luis XV y primeros años del de Luis XVI al "Jardin du roi", institución que mantiene en París un jardín real de plantas medicinales.
Huérfana a temprana edad de un comerciante arruinado, su madre confió en su incipiente habilidad para el dibujo. A falta de museos y galerías públicas donde formar su talento, desde los diez años acude al Hôtel de Soubise, donde se gana la confianza de uno de los guardias, que le permite la entrada desde hora muy temprana, y en cuya galería la pequeña Madeleine permanece dibujando y pintando hasta que llega la noche. Parte de las noches las dedica a realizar trabajos artísticos con cuyos réditos madre e hija se mantienen.
Una vez que Madeleine aprende todo lo que el Hôtel de Soubise puede enseñarle en cuestión de pintura, consigue obtener la entrada a la galería y los apartamentos del Palais-Royal, donde continúa con la misma rutina. En los días más rigurosos del invierno, el personal del palacio encargado de la seguridad de los apartamentos, conmovido por la tenacidad de la joven artista, le ofrece la posibilidad de encender un discreto fuego para calentarse en un lugar donde no ponga en peligro ni las obras ni al propio personal, pues está prohibido. Pero ella rehúsa siempre tal ofrecimiento y, a pesar de las duras condiciones, continúa acudiendo diariamente hasta los dieciséis años.
Aprendió la técnica del pastel nada más popularizarse en Francia por mérito de Rosalba Carriera. No bastándole con eso, y por miedo a que tal moda pasara, se esforzó en la técnica de la representación de plantas, una especialidad de gran dificultad en la que Françoise Basseporte demostró una extraordinaria capacidad. Desde el año 1732 y hasta su muerte, donó un buen número de obras de este tipo a la biblioteca real, de una factura sobresaliente, de un nivel sólo comparables al de Nicolas Robert.
Gracias a sus méritos, se convirtió en alumna de Claude Aubriet, a quien reemplazó como pintor real a su muerte. El rey Luis XV, le encargó enseñar a las princesas a pintar flores.
Colaboró con el químico Rouelle y el escultor Larchevêque. Jussieu le dio lecciones de botánica. 
También hizo una serie de pergaminos de plantas para Gaston d'Orléans.

## Fuente
Este artículo incluye extractos del Diccionario Bouillet.
- Datos: Q452289
- Multimedia: Françoise Basseporte / Q452289